# Temotu (Tuvalu)
Temotu é uma ilhota do atol de Vaitupu, em Tuvalu.
1. ↑  British Admiralty Nautical Chart 766 Ellice Islands. Cricklewood: United Kingdom Hydrographic Office (UKHO). 1893